# 瑷珲新城遗址
瑷珲新城遗址（达斡尔语：《达汉对照词典》记音符号，意为“木头城”）位于中国黑龙江省黑河市爱辉区瑷珲镇，即清康熙二十三年（1684年）所建黑龙江城，亦称瑷珲新城（穆麟德轉寫：aihūn hoton，“瑷珲”则为该地区泛称）。
1683年至1684年，清政府在精奇里江与黑龙江交汇的瑷珲河（也称艾虎河、鼎河，在俄罗斯境内统称结雅河）畔，明朝忽里平寨旧址建成瑷珲城（旧城）。1685年，将瑷珲城迁于今址，即瑷珲新城，此后的瑷珲城即指新城，为黑龍江將軍驻地。城内有魁星楼、八角楼和富将军墓等建筑。

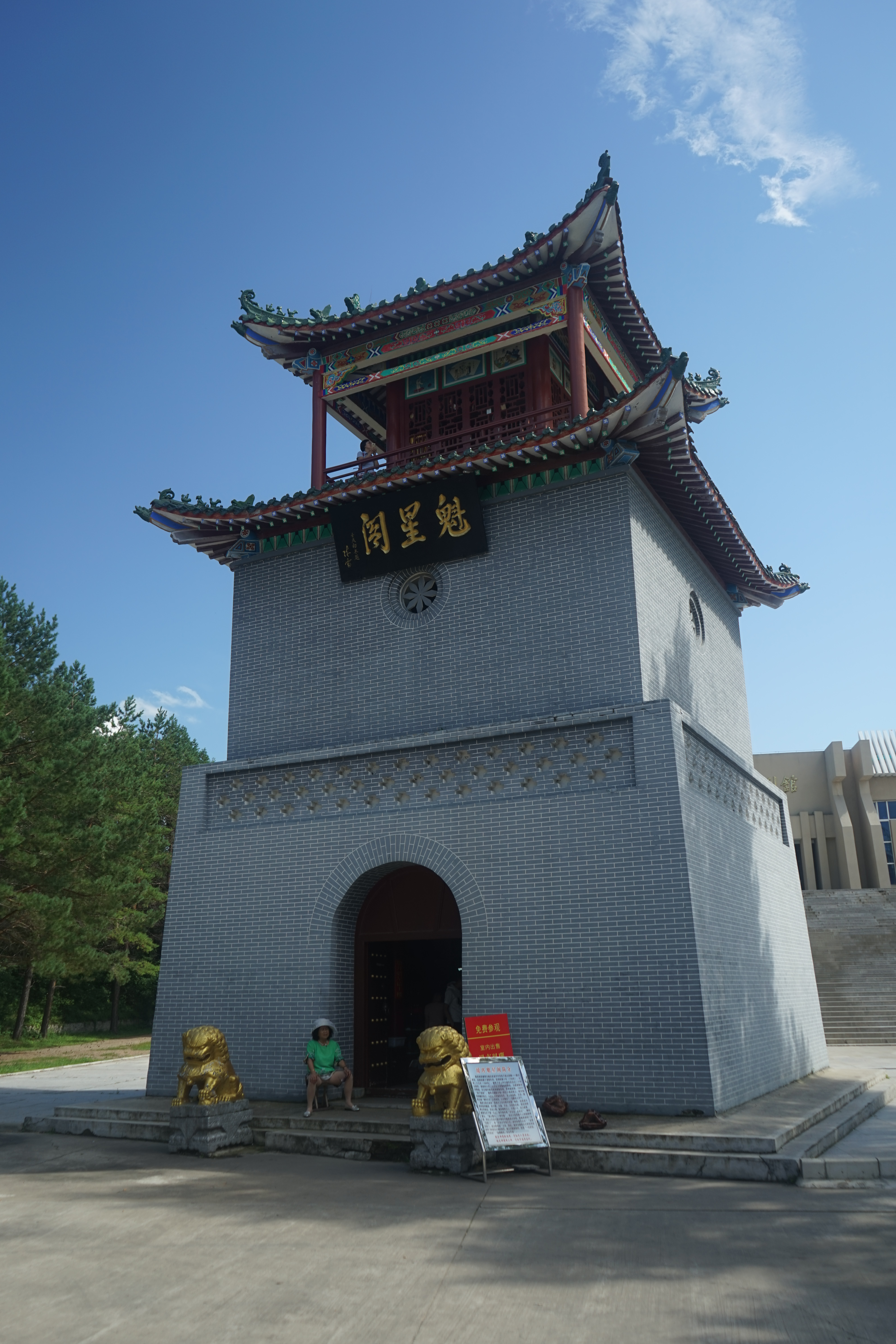
魁星阁